# 渡島小島
渡島小島（おしまこじま）は、北海道松前郡松前町に属する無人島。松前小島（まつまえこじま）とも呼ばれる。松前町の沖約24km付近に位置している。面積は1.54km2。周囲約4km。小島の名は渡島大島に対してのもの。島の南端は北緯41度20分58秒であり、離島も含めた広義の北海道最南端である。住所は全域に亘って松前郡松前町小島。

## 地理
島の頂上には旧火口だったとみられる窪みがあり、島のほとんどが安山岩で形成されている。島の周囲は海食崖になっている。

## 自然
ケイマフリやウミウ、ウミネコ等の海鳥の繁殖地であり、カエデ科のイタヤカエデ類が優占する林や冷温帯性の草原が発達している。このことから、「松前小島」の名称で天然記念物（天然保護区域）に指定されている。

## 設備
近海で操業する漁船が多いため、漁船の避難所・休憩所として小島漁港が設置されている（第4種漁港）。2017年現在、管理委託された人員が年間50日間ほど滞在するために、松前さくら漁業協同組合が所有する管理小屋と発電機小屋、倉庫とトイレの4つの建造物がおかれている。その他に、無人管理される第1管区海上保安本部の松前小島灯台がある。

## 歴史

### 島と漁場
古くから知られた島で夏季には島に渡って漁をする人も多くいた。江戸時代の記録では1673年（延宝元年）に松前藩主所有の船が島の沖で遭難したという。
文化年間の『村鑑下組帳』によると松前町の商人が「大嶋場所」や「小嶋場所」を開設し、魚油、フキ、トド肉などを生産していた。また、幕末の『再航蝦夷日誌』では1846年（文化3年）には、島に船澗が1か所と番屋があり、夏季にはトド漁が行われていたほか、海藻、ナマコ、アワビなどの漁が行われていたと記されている。
昭和20年代から40年代までは石川県輪島市から海女が訪れて、昆布、アワビ、ウニなどの漁を行っていた。
毎年7月20日には、島の中腹にある厳島神社にて「島開き」が行われている。昆布漁期に合わせて漁業者などが、豊漁や安全を祈願する恒例行事となっている。

### 北朝鮮籍漁船による掠奪と破壊行為
2017年11月、朝鮮民主主義人民共和国（北朝鮮）の朝鮮人民軍第854部隊に所属する木造の漁船が当時無人だった渡島小島に侵入。10人の搭乗員が10日間ほどの間に島内の施錠してあった海上保安庁の灯台施設や漁協の管理小屋、発電施設に入り、テレビ、バイク、冷蔵庫など金目の家電製品と1か月分の食糧の全て、燃料を入れていたタンクや衣類等などの多数を窃取し、ボイラーや太陽発電装置などを破壊した。被害額は1000万円に達する。
11月28日、パトロール中の警察のヘリコプターが渡島小島の湾内に不審船が停泊しているのを発見。11月29日、現場に向かった海上保安庁の巡視船が、北海道南部の松前町の沖で木造船を発見。その際、巡視船のすぐそばで木造船の乗組員が掠奪した家電製品などを海に投棄し、その一部を巡視船が証拠品として回収した。木造船は函館港沖に曳航され、任意で聴取がおこなれた。
12月8日に木造船を繋留していたロープを切断して函館港沖を1時間余りにわたって逃走したが、追いかけてきた海上保安庁の船に取り囲まれ阻止された。木造船は当初荒天のため渡島小島に一時避難していたとされていたが、12月9日、北海道警察外事課は窃盗容疑で船長ら3名を逮捕した。残りの7人の北朝鮮人のうち1人は腹痛で入院し、6人は入国管理局に引き渡された。12月28日、札幌地検は船長を窃盗容疑で起訴した。2018年3月27日、函館地裁は船長に対し窃盗罪で懲役2年6月、執行猶予4年の有罪判決を言い渡し、その後船長ら乗組員10人全員が強制送還された。
なお、2017年12月に寄付金を受け付ける協議会が設立され、700万円以上の寄付金が寄せられ、施設の復旧や備品の購入に充てられた。